# 強制連行
強制連行（きょうせいれんこう）とは、日中戦争から太平洋戦争にかけ、国家総動員法に基づき日本政府が行った中国人や朝鮮人に対する労務動員について用いられる用語。1950年代に登場し、朴慶植の著書『朝鮮人強制連行の記録』により広まったとされる。公権力等による勾引の意味で用いられる場合もある。

## 概説
国語辞典には、「強制連行」という言葉は殆ど採録されていない（表参照）。
国語辞典には殆ど採録されていないものの、事典類の中には「強制連行」の項目が存在するものもある。「強制連行」ではなく「朝鮮人強制連行」や「中国人強制連行」として項目を立てている事典もある。ただし、これについても執筆者の偏りや政治性を指摘する声がある（後述）。独立した項目が存在する事典類では、この言葉を、日中戦争から太平洋戦争にかけ国家総動員法や国民徴用令を基に朝鮮人や中国人を労働力として動員した日本の国策と説明している（「事典類の採録状況と解説」参照）。
日本政府が太平洋戦争中の労働力不足を補う為に中国から労務者を移入し、その待遇が劣悪だったとされることから、これが戦後中国人強制連行問題として取り沙汰されていた（中国人強制連行）。強制連行という言葉は、最初は、中国人俘虜や労務者に対して使われた言葉だったと見られているが:40、朴慶植が、1960年代に『朝鮮人強制連行の記録』を執筆したことにより、国内の一部で普及し始め、80年代に入りマスコミを通じて社会的に広まったとされる。鄭大均によると、日本語の文脈で「強制連行」と記述する場合、ほとんどの場合は、戦時中の朝鮮人の労務動員（朝鮮人強制連行）を指すという:61。
国家総動員法に基づき、日本政府が朝鮮半島の住民を強制的に内地等に連れ去り、その子孫が現在の在日朝鮮人社会を形成しているという、いわゆる朝鮮人強制連行論だが、当時の朝鮮半島の住民は台湾人や内地人と同じく日本人であり、戦時動員を朝鮮人に限って強制連行と呼ぶことには賛否がある。朝鮮半島からの動員について、そもそも「強制」と呼ばれるべき事象であったかどうかを巡っても議論がある（動員の実態については「日本統治時代の朝鮮人徴用」の項を参照）。
1990年代に入ると、朝鮮人強制連行問題から「慰安婦問題」が派生した。日本軍の慰安婦について、強制連行の有無を巡り論争になっている（慰安婦の強制連行）。
強制連行の語を、日本の加害者性を誇張する為の「憎悪表現」だとしてこの言葉に否定的な研究者がいる一方、この言葉を歴史用語として積極的に用いる研究者もいる。
「政治的な糾弾の機能を担う造語」と見る者もいる:2。
定義が確立されていない言葉とも言われ、その為に歴史論争が混乱する原因になっているとも指摘されている（「定義」参照）。
国語辞典や百科事典の説明にはないものの、日本政府とは無関係に、公権力による勾引の意味で用いられる場合もある（「その他の用例」参照）。

## 定義
強制連行の語には確立された定義がなく、その意味する所は使う人によって様々だと指摘されている。こうした指摘は、この言葉を使用することに肯定的な立場の人々からも、否定的な立場の人々からも上がっている。
日本政府もまた、同様の見解を示している。社民党の保坂展人議員の朝鮮人・中国人の強制連行に関する質問に対し、日本政府は強制連行の語について、意味するところに確立された考え方があるとは承知していない、と回答している（2001年）。

### 定義の不明確さ
- 在日朝鮮人運動史研究家の金英達の著書『朝鮮人強制連行の研究』(明石書店、2003年)によれば、「強制連行」という言葉は、「定義が確立しておらず、ひとによってまちまちな受け止め方がなされている」「もともと、強制連行とは、『強制的に連行された』という記述的な用語である。そして、強制や連行は、実質概念であり、程度概念である。その実質や程度について共通理解が確立されないまま、強制連行という言葉だけがひとり歩きして、あたかも特定の時代の特定の歴史現象をさししめす歴史用語であるかのように受けとめられていることに混乱の原因がある」と指摘している[9]。
- 藤岡信勝は、「強制連行」という言葉を、政治的な糾弾の機能を担う言葉であるがゆえに、感情を喚起する情動喚起機能が優越しているかわりに対象指示機能がお粗末で、糾弾する側が何にでもこの言葉を貼り付けることが可能な為に、定義も無限に多様化すると分析している。藤岡は、この言葉をサミュエル・I・ハヤカワの言う「唸り言葉」の一種だとし、「彼女は世界中で最も可愛い女だ！」といった言い回しのように、話し手の感情状態を表現しているだけで、対象についての情報を何をもたらさないと述べている[15]:111。
- 木村幹は、「（朝鮮人）強制連行」という言葉を巡る混乱について、用語の多様性よりも各々の論者が言葉の意味を必ずしも明確にしなかったり、時に自らが定義した意味を逸脱して用いていることにあるようだと述べている。また、日本での強制連行の研究について「これらの研究の大部分が、そもそもの出発点における研究の目的を、日本による戦争犯罪の追求においており、その結果、必然的に多分な価値判断を含むものになっている」としている[16][注釈 3]。
- 外村大は、「明治維新」など論者によって定義が異なる学術用語は他にも存在するとして、「強制連行」の語に対する批判に反論した。その上で、北朝鮮では「強制連行」という言葉があまり使われていないにも関わらず、北朝鮮が拉致問題を牽制する目的で日本統治時代の「強制連行」を主張しているなどと非難する日本の「国家主義的な歴史観を強めようとする人々」の側が、むしろ「強制連行」の概念を混乱させていると主張している[11]。

### 強制
鄭大均は「強制送還」や「強制連行」といった言葉を構成する「強制」の語について、元々は北朝鮮の媒体が政敵を攻撃する際に使っていた言葉が、日本でも使われるようになったものだとしている。
一方、「慰安婦の強制連行」説を主張する吉見義明や「朝鮮人強制連行」の語の正当性を主張する外村大は、強制とは「『本人たちの意思』に反する行為をさせること（吉見）」:3「本人が強制と考えたらそれは強制（外村）」 だとしている。
日本国憲法の下では、行政による強制活動には立法府が制定した法律の根拠が必要とされる:28。戦時中の「中国人強制連行」や「朝鮮人強制連行」の法的根拠等については、それぞれの節を参照。

### 連行
「連行」の語は、1904年（明治37年）刊行の『国語辞典』（林幸行、修学堂） や1941年（昭和16年）刊『大日本国語辞典』巻五（修訂）（上田萬年・松井簡治共著、冨山房） には採録されていないが、1920年代の新聞に、事故の関係者を事情聴取の為に警察が連れて行くという文脈の中で使用された例がある。
『大辞泉』は、「連行」とは本人の意思にかかわらず連れて行くこと、特に警察官が犯人・容疑者などを警察署に連れて行くこと、と説明している。
吉見義明は、業者が女性を慰安所に連れて行くことについても「連行」という言葉を用いている:38。

## 強制連行の語の成り立ちと大衆化
鄭大均によれば、もともと1950年代の日本の〝コリア論者〟に強い影響を与えていた北朝鮮の媒体に「強制」あるいは「強制的」などという熟語で帝国主義者の行為を罵るという傾向があり、在日朝鮮人に関する国内の議論の中でも「強制徴兵制」や「強制捕虜」などという言葉が使われていた。
1950年代の終わりには、「朝鮮人強制連行」に近い表現も現れてくるが、既に中国人労務者に関する「中国人強制連行」という言葉が使われており、以下に登場する藤島宇内と朴慶植も『世界』の1950年5月号に掲載された「戦時下における中国人強制連行の記録」という論文に触発されて朝鮮人強制連行に関する論文や著書を執筆したと述べている。
朝鮮人強制連行の語は、1960年に藤島宇内が『世界』に発表した論文「朝鮮人と日本人－極東の緊張と日・米帝国主義」の中で用いられたのが最初だとする見方が多い。
朝鮮人強制連行の語が広まる切っ掛けになったのは、1965年に出版された朝鮮大学の教員、朴慶植の著書『朝鮮人強制連行の記録』だったとされている:298:124。鄭大均は、この言葉は、60年代の初期まで日本の左派サークルの一部にのみ知られるジャーゴン（隠語）だったとしている。朴の本は出版後日本の左派の間でバイブル化し、指紋押捺問題やソウルオリンピックで韓国が注目され、日本のマスメディアが日本の戦争犯罪や差別問題を語るようになる1980年代になって、朝鮮人強制連行/強制連行の語が、社会的に広まったと鄭は分析している。
サハリン残留韓国人支援運動に携わった新井佐和子は、『朝鮮人強制連行の記録』が世に出た時点では一部にしか知られていなかった「強制連行」の言葉が、吉田清治が現れた70年代後半から朴の本が体制批判の道具として使われ始め、一気に広まったようだと述べている:51。
ただし、これ以前に強制連行という言葉の使用例が全くないわけではなく、戦前にも独立した使用例は存在する。
1980年代の末に書かれた雁屋哲原作の漫画『美味しんぼ』には、戦時中高知県に強制連行されたと語る韓国人の老人が登場する（韓国食試合 ３）。主人公が、日本政府に強制的に連行された結果、1911年には3,000人に満たなかった在日朝鮮人と在日中国人の人口が終戦時には230万人を超えたと解説し、韓国では誰もが知っている事実を学校で教わらない日本人が知らないでいる、というやり取りが続く:149-152。

### 『朝鮮人強制連行の記録』
朝鮮人強制連行/強制連行の語を広めたとされる朴慶植の著書『朝鮮人強制連行の記録』（未來社、1965年）については、本文と無関係な残虐写真が掲載されている他、不可解な数字の引用が指摘されている。こうした著者の執筆姿勢を、鄭大均は「『強制連行』を自己実現するためなら、なんでもやってしまう態度」 と批判したが、外村大は、歴史事象について他者に伝えようとする場合、史料から浮かび上がってきた史実をもっとも的確に表す語（強制連行）を選び出すのは当然だと擁護した。
崔碩栄は、朴慶植が終戦時23歳という年齢でありながら、日本人のように戦地へ送られていないこと自体、強制連行説との矛盾だと指摘した:187。朴自身、『在日朝鮮人-私の青春』の中で、1929年に一家で関釜連絡船に乗り平和裏に国東半島に移住して来たことを明かしている:13-16。
的場光昭は自著『反日石碑テロとの闘い』（展転社）で、朴の著書において南方へ強制連行されたという人物について、北海道新聞が記事で紹介した総督府に残る資料と照合した結果、当該人物は干ばつによる飢饉を逃れて妻子とともにパラオに移住したことが判明したとして、実態は朴の著書にあるような昼夜分かたず官憲が男たちを狩り集めて連れ去ったという内容とは異なると述べている。

## 国語辞典の採録状況
国語辞典（書籍版）における「強制連行」の項目の有無（オンライン辞書では、複数の辞典や事典が横断的に検索される場合がある）。小辞典や学習辞典は除外した。
| 国語辞典（版）      | 強制連行                                | 出版社/年/備考                                                                                          |
| ------------------- | --------------------------------------- | --- |
| 大辞泉（2）         | なし                                    | 小学館/12年                                                                                             |
| 大言海（新）        | なし                                    | 冨山房/94年/大槻文彦編                                                                                  |
| 大辞林（3）         | なし                                    | 三省堂/06年/小辞典『新明解国語辞典』も同じ。                                                            |
| 言泉（初）          | なし                                    | 小学館/87年/尚学図書言語研究所編                                                                        |
| 学研国語大辞典（2） | なし                                    | 学習研究社/91年/                                                                                        |
| 大辞典（復刻）      | なし                                    | 平凡社/94年/初版1936年                                                                                  |
| 言林（初）          | なし                                    | 全国書房/49年/新村出編                                                                                  |
| 日本国語大辞典（2） | なし                                    | 小学館/01年                                                                                             |
| 国語辞典（2）       | なし                                    | 集英社/00年                                                                                             |
| 日本語大辞典（初）  | なし                                    | 講談社/89年                                                                                             |
| 広辞苑（7）         | 強制的に連れて行くこと—朝鮮人強制連行。 | 岩波書店/18年/6版（08年）から「強制連行」の項目が登場。 4版（91年）から「朝鮮人強制連行」の項目が登場。 |

### 広辞苑
岩波書店の広辞苑には、4版（1991年）から「朝鮮人強制連行」として登場する。6版（2008年）からは「強制連行」の言葉が、「強制的に連れて行くこと」という解説と共に追加された。例として「朝鮮人強制連行」が挙げられている。
【朝鮮人強制連行】
- （4版1991年1月）日中戦争・太平洋戦争期に百万人を超える朝鮮人を内地・樺太（サハリン）・沖縄などに強制的に連行し労務者や軍夫などとして強制就労させたこと。女性の一部は日本軍の従軍慰安婦とされた。
- （5版1998年11月）日中戦争・太平洋戦争期に百万人を超える朝鮮人を内地・樺太（サハリン）・沖縄・東南アジアなどに強制的に連行し、労務者や軍夫などとして強制就労させたこと。女性の一部は日本軍の従軍慰安婦とされた。
- （6版2008年1月）日中戦争・太平洋戦争期に100万人を超える朝鮮人を内地・樺太（サハリン）・沖縄・東南アジアなどに強制的に連行し、労務者や軍夫などとして強制就労させたこと。女性の一部は日本軍の慰安婦とされた。
- （7版2018年1月）日中戦争・太平洋戦争期に多数の朝鮮人を日本内地・樺太（サハリン）・沖縄・東南アジアなどに連行し、工場・鉱山の労務者や戦地の軍夫・慰安婦などとして強制就労・服務させたこと。労務者だけで約七〇万人に達した。

#### 広辞苑に対する批判
谷沢永一は、「・・・多くは強制連行された朝鮮人女性」と解説されていた「従軍慰安婦」の項目（5版）について問題視した:210。
新井佐和子は、1955年の初版にあった「朝鮮貴族」「朝鮮征伐」などが消え、1991年の4版では「朝鮮人虐殺」「朝鮮人強制連行」などと入れ替わっていると指摘した。新井は、原因について執筆者が高崎宗司や和田春樹に変ったせいではないかと述べている:48,49。

## 事典類の採録状況と解説
百科事典・歴史事典・歴史辞典の書籍版における記述状況。
語釈は原文を要約した。詳しい内容は後段参照。小辞典（事典）や学習辞典は除外した。
| 百科事典（版）                 | 強制連行                                                                                      | 朝鮮人強制連行                                                                            | 中国人強制連行                                                              | 出版社/年/執筆者等                    |
| ------------------------------ | --------------------------------------------------------------------------------------------- | ----------------------------------------------------------------------------------------- | --------------------------------------------------------------------------- | ------------------------------------- |
| 日本大百科全書（2）            | なし                                                                                          | 国民徴用令に拠る。39年の内務・厚生次官通牒から。 45年までの強制的労働力動員。             | なし                                                                        | 小学館/95年 /執筆:朴慶植              |
| 大日本百科事典（新装）         | なし                                                                                          | なし                                                                                      | なし                                                                        | 小学館/80年                           |
| 世界大百科事典（07年版）       | 国策として中国・朝鮮人を内地等に投入。 国民徴用令に基づく動員計画。                           | 「強制連行」参照                                                                          | 「強制連行」参照                                                            | 平凡社/09年 /執筆:田中宏              |
| 丸善エンサイクロペディア（初） | 第二次大戦中、中国・朝鮮人を強制的に軍需動員。 閣議・朝鮮総督府決定。                         | なし                                                                                      | なし                                                                        | 丸善雄松堂/95年                       |
| ブリタニカ国際大百科事典（3）  | なし                                                                                          | なし                                                                                      | なし                                                                        | TBSブリタニカ/98年                    |
| 歴史事典（版）                 | 強制連行                                                                                      | 朝鮮人強制連行                                                                            | 中国人強制連行                                                              | 出版社/年/執筆者等                    |
| 日本歴史大事典（初）           | 37年以降の国策。中国・朝鮮人を内地等に投入。 39年動員計画を閣議決定。                         | 「強制連行」参照                                                                          | 「強制連行」参照                                                            | 小学館/00年/執筆:田中宏               |
| 日本史大事典（初）             | 37年以降の国策。中国・朝鮮人を内地等に投入。 39年に徴用令公布。女子は従軍慰安婦に。           | 「強制連行」参照                                                                          | 「強制連行」参照                                                            | 平凡社/93年/執筆:田中宏               |
| 世界歴史事典（復刊）           | なし                                                                                          | なし                                                                                      | なし                                                                        | 平凡社/92年                           |
| 世界歴史大事典（初）           | なし                                                                                          | なし                                                                                      | なし                                                                        | 教育出版センター/85年                 |
| 歴史辞典（版）                 | 強制連行                                                                                      | 朝鮮人強制連行                                                                            | 中国人強制連行                                                              | 出版社/年/執筆者等                    |
| 国史大辞典（初）               | なし                                                                                          | 15年戦争時の政策。朝鮮にも国民徴用令等を適用。 当初は募集形式の労務動員計画を実施。（姜） | 4万を強制連行。42年に閣議決定。 翌年より試験運用開始。（臼井）              | 吉川弘文館/88年 /執筆:姜徳相 臼井勝美 |
| 日本史広辞典（初）             | なし                                                                                          | 労働者を強制的に動員する日中戦争中の政策。 「朝鮮人労務者内地移住に関する件」により許可。 | 42年の閣議決定で試験運用開始。 44年の次官会議決定により本格化。             | 山川出版社/97年                       |
| 日本歴史大辞典（4）            | なし                                                                                          | なし                                                                                      | なし                                                                        | 河出書房新社/90年                     |
| 日本史辞典（初）               | 日中・太平洋戦争期に中国・朝鮮人・ミクロネシア人等を 徴用使役した政策。国民徴用令で許可。     | 39年から。総督府の下部機関・警察の圧迫を利用。 従軍慰安婦の動員も。                       | 「強制連行」参照                                                            | 岩波書店/99年                         |
| 日本史辞典（初）               | アジア太平洋戦争時に政府が中国・朝鮮人に強制した労務動員。 従軍慰安婦も女子挺身隊の名で連行。 | なし                                                                                      | なし                                                                        | 角川書店/97年                         |
| 日本史用語大辞典（初）         | なし                                                                                          | なし                                                                                      | なし                                                                        | 柏書房/78年                           |
| 日本近現代史辞典（初）         | なし                                                                                          | 公募・官斡旋・徴用など様々な形式も 国の計画に基づき強制的に連行。多数が慰安婦に。         | 軍部が大々的に「労工狩り」。42年、 華人労働者内地移入ニ関スル件が閣議決定。 | 東洋経済新報社/89年 /執筆:井口和起    |

### 「強制連行」の項目が存在する例
百科事典では平凡社世界大百科事典、丸善エンサイクロペディアは独立項目として「強制連行」を記述する。うち平凡社世界大百科事典は田中宏により執筆されている。
- 平凡社の世界大百科事典第2版では「1937年に日中全面戦争に突入して以降，労働力や軍要員の不足を補うために，日本は国策として朝鮮人，中国人を日本内地，樺太，南方の各地に投入したが，駆り集め方が強制的であったためこう呼ばれる。」とし、「38年4月には国家総動員法が，翌年7月には国民徴用令が公布され，日本の内外地における労務動員計画がたてられた(徴用)。39年の動員計画数110万のうち8万5000は朝鮮人に 割り当てられ，各事業主にその狩出しを認可し，42年からは国家自身の手になる 〈官斡旋〉に移行した。」ことが紹介されている[48]。
- 丸善エンサイクロペディアでは「（中国人1943-45、朝鮮人1939-45）第二次大戦中、中国人、朝鮮人を強制的に軍需動員したもの。総力戦体制の一環として、中国人労働者、朝鮮人労働者内地移入に関する件が各々閣議、朝鮮総督府により決定された（後略）」と記述する。
- 同じく平凡社の日本史大事典はやはり執筆が田中宏。内容もほとんど同じ[49]。
- 角川書店の『角川新版日本史辞典』には「アジア太平洋戦争」時に日本政府が朝鮮人や中国人に強制した労務動員を指して、一般に使われる。戦時統制経済下で、政府は1939年（昭和14年）に労務動員実施計画綱領を作成し、不足する労働力を「移入朝鮮人」で補おうとする方針を立てた。（以下略）」と書かれている。また「連行先は日本国内だけでなく、樺太、東南アジア、太平洋諸国と広範囲におよび、炭坑・土木工事など、危険な重労働につかされたため死傷・逃亡が多かった。朝鮮人の動員数は72万人とも150万人ともいわれ、中国人は約4万人と見られている。」と書かれている[50]。
- 小学館の『日本歴史大事典』も田中宏が執筆しており、要点は『世界大百科事典』と同じ。中国人に対しては、「華人労務者内地移入ノ促進二関スル件」により移入が本格化したとし、中国人の「補償請求訴訟」についても、詳しく解説している。参考文献は、朴慶植『朝鮮人強制連行の記録』、田中宏・松沢哲成編『中国人強制連行資料』、山田昭次・田中宏編『隣国からの告発—強制連行の企業責任二』。
- 岩波書店の『日本史辞典』では、「強制連行」を戦時中の日本の政策としている。慰安婦にされた者も少なくないとも。対象者に中国人・朝鮮人の他にミクロネシア人が挙げられている。「朝鮮人強制連行」の項目では、募集・官斡旋・徴用の流れで説明。執筆者は不明。編集委員には、強制連行に関する著書もある西成田豊の名前がある（表紙）。「中国人強制連行」に関しては、項目はあるが解説はない。

### 「朝鮮・中国人強制連行」の項目のみ存在する例
「朝鮮人強制連行」や「中国人強制連行」の項目は存在しても、「強制連行」の項目が存在しない百科事典や歴史事典（辞典）もある。
- 小学館の日本大百科全書には「朝鮮人強制連行」[51] という項目があり、「朝鮮人強制連行の記録」の著者である朴慶植が執筆している。そこでは「朝鮮総督府の官公吏・警察官および会社労務係らが一体となって暴力的に各事業所に強制連行した。それらは割当て動員数を満たすため昼夜を分かたず、畑仕事の最中や、勤務の帰りまでも待ち伏せしてむりやりに連行するなど「奴隷狩り」のような例が多かった。（中略）陸軍慰安婦として数万人の女性が女子挺身（ていしん）隊の名のもとに狩り立てられた。」と記載している。
- 吉川弘文館の『国史大辞典』における、正確な項目名は「朝鮮人強制連行問題」と「中国人強制連行問題」。朴慶植の志を受け継いで建てられた在日韓人歴史資料館[52] の館長を後に務める事になる姜徳相が「朝鮮人強制連行」の項目を執筆している。国家総動員法を公布した日本国が、「国民職業能力申告令」「国民徴用令」などの勅令を相次ぎ発令し、「国家権力の動員計画により、軍部・官憲・資本家が一体となり強制的に動員」したとする。数万人の従軍慰安婦が含まれるとも、連行された120万人を含む当時の在日人口250万人が、現在の在日朝鮮人のルーツであるともしている。「中国人強制連行問題」は、臼井勝美が担当。東条内閣が「華人労務者内地移入ニ関スル件」を閣議決定。中国人労務者の大部分は華北労工協会の取り扱いで、その七割が事実上農村から拉致されたとしている。参考文献として、中国人強制連行事件資料編纂委員会編『草の墓標』と、田中宏、内海愛子、石飛仁解説の『史料中国人強制連行』の二冊が挙げられている。
- 山川出版社の『日本史広辞典』。「朝鮮人強制連行」の項目の執筆者は不明。やはり戦時中の政策としている。「中国人強制連行」の項目も執筆者不明。42年の閣議決定から説明。大半は日本軍の捕虜か占領地で強制的に集められたとする。
- 東洋経済新報社の『日本近現代史辞典』は、「朝鮮人強制連行」「中国人強制連行」共に井口和起が執筆。朝鮮人強制連行は、国家の動員計画に基づいて実行されたとしている。参考文献として朴慶植の『朝鮮人強制連行の記録』、朝鮮人強制連行真相調査団の『朝鮮人強制連行強制労働の記録』。中国人強制連行についても東条内閣の閣議決定により5万人が強制連行されたとしている。参考文献は『草の墓標』。

### 事典類の記述を巡る議論
外村大は、「朝鮮人強制連行」という用語を用いることについて議論があることは認めつつ、大概の歴史辞典に「朝鮮人強制連行」や「強制連行」の項目が存在すると指摘している。
一方、鄭大均は、朴慶植や田中宏の名を挙げ、こうした項目を執筆したのは、殆どが日本の加害者性の糾弾に情熱を注いできた人々だと反論している。
外村大はまた、辞典によっては朝鮮人を日本軍の兵士や軍属、「従軍慰安婦」としたことも強制連行として説明しているケースもある。このような記述はこれまでの歴史研究の成果を反映したものであると書いている。
新井佐和子は、執筆者が朴慶植や姜徳相といった在日朝鮮人や在日韓国人であったり参考文献が彼らの著書であったりする点を指摘し、自国の歴史事典を安易に、あるいは故意に外国人に書かせる事を批判した:50,52。

## その他の用例
国会議事録の検索サービス によれば、戦後、国会でのもっとも古い使用例は1953年11月19日の参議院法務委員会での與謝野光・東京都衛生局長の発言で、都の職員が街娼を病院に連れて行く為に強引に車に乗せたことを「強制連行」という表現を用いて説明している。
中国人強制連行問題と朝鮮人強制連行問題がそれぞれ1950年代と60年代から国会で取り上げられる一方、50年代以降も戦時中の労務動員と関わりなく「強制連行」という表現が国会で用いられた例が存在する。
60年代には、国鉄の労働組合員らが安保闘争の一環として電車の運行を妨害する目的で乗務員を電車から下ろした行為を運輸大臣が「強制連行」と表現した他、70年代には、韓国中央情報部（KCIA）による学生や金大中の拉致事件（金大中事件）に関して「強制連行」という言葉が度々使われている
。
2022年のロシア軍によるウクライナ侵攻の際、ロシア側が住民を強制的にロシア国内に移送しているとウクライナ側が訴えた。これについて日本のマスコミの一部は、「強制連行」の語を用いて報じている。
出版物や論文の中でも、日本政府と関わりなく公権力による動員の意味で用いられている例が見られる:41。

## 教科書
1997年3月12日の参議院予算委員会で、1940年ごろの写真が（朝鮮人）強制連行の写真として使われている東京書籍版の中学生用歴史教科書について、これを不適当ではないかと質した小山孝雄議員に対し、文部省中等教育局長の辻村哲夫は、当時の学会の動向を踏まえて「官斡旋」「徴用」以前の段階でも「（強制）連行」のキャプションは、教科書検定上許容されると答えている。
なお、小山議員によれば、写真の所有者である札幌大学の桑原真人教授は、写真の用いられ方として不適当という意見であったという。

## 朝鮮人強制連行
日中戦争が長期化し国家総動員法が成立すると、日本人（内地人）と共に朝鮮半島や台湾の住民も大日本帝国の臣民として戦時体制に動員された。朝鮮人強制連行とは、一般的に日中戦争から太平洋戦争までの間の朝鮮人労務動員のことを言うが、「強制連行」の語と同じく、この言葉も定義が明確ではない。
藤島宇内が雑誌『世界』昭和35（1960）年9月号に書いた、親北朝鮮と親中国のスタンスに立ち、両国が対峙する日米と韓国を指弾した「朝鮮人と日本人－極東の緊張と日・米帝国主義」という論文の中で使用されたのが最初ではないかとという見方が多い。
「朝鮮人強制連行」の語が広まるきっかけになったのは、朴慶植が1965年に出版した『朝鮮人強制連行の記録』だとされる:124。鄭大均は、この言葉の初出は、1960年だろうとしている。
近年の新聞では、「（朝鮮人）徴用工」「労務動員」といった言葉が使われているが
、これは必ずしも正確ではなく、李栄薫は、韓国の大法院が2018年に日本製鉄に賠償を命じた〝元徴用工〟について
、実際には徴用ではなく、募集に応じて日本に渡った人々だと指摘している。
誤解を避ける為に、日本政府は2018年に呼称を「旧朝鮮半島出身労働者」に改めたが、新聞などでの徴用工表記は、2021年現在でも見られる。
日本政府は2021年4月の閣議で、朝鮮半島からの労務動員について「移入の経緯はさまざまであり『強制連行された』『強制的に連行された』『連行された』とひとくくりに表現することは適切ではない」とする答弁書を決定した。
「朝鮮人強制連行」は強制労働とあわせて論じられることも多いが、日本政府は、1932年に批准した強制労働条約における「強制労働」には当たらないとしている。

### 「朝鮮人強制連行」の範囲
金英達は、1939年から始まった国家総動員計画実施にともなう朝鮮人労務者の集団移入を中心に見るのが大方の共通理解であり、通常は兵力動員（軍人・軍属）は含まれないとした。しかしながら実際には、様々な理由で日本に渡って来た現在の在日朝鮮人の一世を、一括りに強制連行の被害者と見なす議論もある。
朝鮮人労務者の移入は、(1)朝鮮半島の指定された場所で企業が労務者を募集する「募集」に始まり、(2)その労務者募集を朝鮮総督府が斡旋する「官斡旋」、そして(3)国民徴用令に基づく「徴用」の三段階を踏んで実施された:18。しかしこれ以前から、密航を含め、職を求めて朝鮮半島から内地に渡って来る者も多く、どの範囲を「朝鮮人強制連行」と呼ぶかは、論者によってまちまちである。
木村幹は、さまざまな論者により様々な含意のもとで用いられた「朝鮮人強制連行」の用法には大きく3つあるとする。すなわち
1. 朝鮮半島の人を物理的暴力により力づくで連れてきたもの、という意味で理解するもの。
2. 総力戦体制下の戦時動員のすべてを「強制連行」とするもの。
3. 植民地支配下における朝鮮半島からの内地へのあらゆる労働移動を「強制連行」と見なすもの。植民地支配そのものが「強制」されたものである以上、そこでのあらゆる労働は「強制」であるとするもの。

### 「朝鮮人強制連行」の語を巡る議論
内地人や台湾人も戦時体制に動員されたにも関わらず、強制連行と言う場合ほとんどが朝鮮人についてである（「中国人強制連行」に関しては後述）。これについて金英達は、法的強制力の伴わない「募集」や「官斡旋」であっても朝鮮人に対しては物理的暴力が用いられ、徴用に至っては「公認された人狩り」だったとしている。
こうした主張に対し西岡力は、「募集」の枠外でもその3倍の人間が朝鮮半島から高賃金に魅かれて内地に渡っていたことなどを上げ、一部で強引なことはあったにしても、出稼ぎ希望者を政府が人気薄の炭鉱や鉱山に配置しようとしたというのが実態ではないかとして、強制連行という表現に異を唱えている:4,10-12。動員計画に応じるふりをして内地に〝密入国〟するケースも当時から問題になっており、西岡によれば、朝鮮人労働者が現場を逃走し条件のよい飯場に移動するケースもあり、それらは当時「自由労働者」と呼ばれていた。日本政府は移送計画中も密航者を取締り、送還することもしていたが、西岡はこの朝鮮への送還こそ「本当の強制連行だ」と述べた。
山田昭次は、1980年代の論文の中では「朝鮮人強制連行」の語を使用していたが、2005年の共著『朝鮮人戦時労働動員』では、「朝鮮人戦時労働動員」と呼び替えている。山田は、これは「強制連行」という言葉が攻撃されたからではなく、強制連行というと強制労働、民族差別の問題に目を向けなくなる恐れがあるためだと説明している。山田は「戦時動員」には労働動員と軍事動員の二つがあり、同書ではこのうち軍事動員を除外した労働動員、それも日本内地に限定しこれを「朝鮮人戦時労働動員」と呼び、「強制連行・強制労働・民族差別」の三つの問題点を含めるとした。
外村大は、「内地」等への「強制連行」について、「日本政府は1939年から毎年、日本人も含めた労務動員計画を立て閣議決定をした。朝鮮からの動員数も決め日本の行政機構が役割を担った。動員の形態は年代により『募集』『官斡旋』『徴用』と変わったが、すべての時期でおおむね暴力を伴う動員が見られ、約70万人の朝鮮人が朝鮮半島から日本内地・樺太・南洋占領地等に送り出された。内務省が調査のため1944年に朝鮮に派遣した職員は、動員の実情について「拉致同様な状態」と文書で報告している」とする。
西成田豊も、1939年7月に厚生次官・内務次官より地方長官あてに発出された「朝鮮人労務者内地移住ニ関スル件」を受けて朝鮮総督府により制定された「朝鮮人労務者募集並渡航取扱要綱」が運用開始されたことを朝鮮人強制労働の始まりと定義し、『ここでいう強制連行とは、労働市場の権力的組織化による「帝国」国家が介在した朝鮮人の強制的「移入」をさす。（中略）朝鮮人強制連行政策は、朝鮮人の「内地」渡航を強制連行という権力的な募集形態に一元化するという意味を有していたといわなければならない』としている。
鄭大均は、15歳から45歳までの日本人男子と16歳から25歳までの女子も強制的に徴用され、応じない場合には「非国民」として制裁を受けたのであって、「強制連行などという言葉で朝鮮人の被害者性を特権化し、日本の加害者性を強調する態度はミスリーディングといわなければならない」と述べた。鄭は、労務動員や徴用で渡日した朝鮮人を「強制連行」とするのは「後世の発明」であって、むしろ当時の渡航朝鮮人の多くは渡航を選択したとして、渡航をすべて強制連行のせいにするような議論はむしろ渡航した朝鮮人の品位を傷つける行為であると批判した。また、「強制連行」という言葉を1980年代の歴史教科書問題などを背景に大衆化させたのは日本人の左派であり、彼らは「贖罪意識を自らの使命とするような人々であった」と論じている。山田昭次は鄭による強制連行批判を「無理解」「誤解」として批判したが、これについて鄭は「有効な批判にはなりえていない」と反論した。鄭は、「（朝鮮人）強制連行」の語について、徴兵された日本人の欠員を補う形で朝鮮人が炭鉱等に動員されたという実態を無視しており、「価値中立的な歴史用語」とは言えないと批判している。
田中明は『現代コリア』1991年1月号で「戦時中、徴用などという強制によって多くの朝鮮人が日本に連れてこられたことは事実である」としながら、戦後、自由を回復したあと日本に居住した在日韓国・朝鮮人が、自分たちで選んだ行為をなかったことにして、自分たちが日本に居る理由を「強制連行の結果」とすることは御都合主義であると批判している。田中は「自分たちは戦前、日本人にやられたまま、戦後の45年をも送ってきた哀れな存在」だとみなすことは、「みずからを貶めている」のであり、自己責任において決断と選択を繰り返す事が主体的に生きることであるが、「強制連行」論者は自分たちを「責任負担能力のない被害者」にしたてあげることで、それが「なんでもひとのせいにする韓国人」という不名誉な通念を補強していると批判した。
小倉紀蔵は、植民地時代に日本に来た朝鮮人のすべてを強制連行の結果とみなすことは「甚だしい歴史の改竄」であり「政治的な言説以外の何ものでもない」と批判し、教育の機会や経済的成功を夢見て日本へ渡航したと論じている。
池田信夫は、NHKのディレクターとして1991年に韓国に渡り、数十人の強制連行経験者に取材したが、強制連行の実態とは、食い詰めて日本に出稼ぎに行き、劣悪な条件で労働させられたというタコ部屋労働の話にすぎなかったという。池田は、軍が強制した証拠を探したが見つからず、終戦特集としては、インパクトの弱い番組になってしまったと述べている。

### 韓国語
高崎宗司によると、韓国では軍人・軍属と（日本語で言うところの）強制連行者を合わせて「被徴用者」ということが多かった:119。反日色の濃かった李承晩政権がまとめた「対日請求要綱」の中でも強制連行という言葉は使われておらず、「被徴用韓国人（未収金）」などの表現があるにとどまる:4。
木村幹によれば、朝鮮日報のデータベースには、90年代まで「日本」と「強制連行」の語を同時に含む記事は存在しない:15-17。
外村大によると、北朝鮮においても、歴史研究の論文や公的な文書で「強制連行」の語はあまり使われていない。もっとも、1992年には韓国の挺対協のカウンターパートとして、朝鮮日本軍性奴隷および強制連行被害者問題対策委員会（조선일본군성노예 및 강제연행피해자문제대책위원회）が結成されており、国営メディアが、2019年に、20万人の朝鮮人女性と840万人余りの朝鮮人青壮年が日本によって「強制的に連行」され、100万人余りが虐殺されたと論評した例もある。

#### 強制動員
近年韓国メディアでは「強制動員」や「強制徴用」などの言葉が用いられているが、これらが日本語の「強制連行」の同義語と言えるかは定かではない。2004年に韓国で成立した日帝強制占領下強制動員被害真相究明等に関する特別法では、日本語の「強制連行」と異なり「強制動員」の対象者に軍人・軍属を含めている。釜山には国立日帝強制動員歴史館がある。
崔碩栄は、韓国では、たとえ志願であったとしても当事者たちは「強制動員」と表現せざるを得ないと述べている: 129。
2005年、韓国の日帝強占下強制動員被害真相糾明委員会と連携する形で、日本でも強制動員真相究明ネットワーク（共同代表：飛田雄一・上杉聡・内海愛子）が結成された:41,42。「強制動員」の言葉について、関係者の福留範昭は、「強制連行」の概念より客観的で包括範囲が広く植民地・戦争被害者の多くを包摂しうる概念だから、と説明している:46。

#### 強制徴用
落星台経済研究所のイ・ウヨン（李宇衍）は、現在韓国で最も知られているのは「強制徴用」という言葉だとした上で、徴用（징용）という言葉自体に強制の意味が含まれており、概念として成立しないと述べている。
韓国の新聞のデータベースを調べた韓国人著述家シンシアリーによれば、「強制徴用」の語も第二次大戦後まで存在しなかったという。シンシアリーは、日本の敗戦後に韓国の新聞がこの言葉を使い始めたのは、米軍に対し帝国軍人として戦った朝鮮人の存在を隠したり日韓併合の違法性をアピールする為だと推測している:31。
北朝鮮の労働新聞でも「強制徴用」や「強制徴兵」といった言葉が使われている。

#### 強制徴兵
韓国では、「（日帝による）強制徴兵」という言葉も使われている。韓国語でも「徴兵（징병제）」とは、国家が国民に課す義務（強制）を意味する。なにゆえ「徴兵」の語に「強制」を重ねているのかは不明。現在韓国では徴兵制度が敷かれており、徴兵逃れも問題になっているが、日本統治時代は第二次大戦末期まで朝鮮半島出身者は徴兵の対象ではなく、戦地へ赴いた多くの朝鮮人兵士は志願兵だった:173。

### 盧泰愚大統領の訪日（1990年）
徴用工の問題は、1965年の日韓基本条約（とその付随協約）によって日韓両政府の間で決着していたが、1990年の盧泰愚大統領訪日の際、韓国政府から日本政府に対して改めて「強制連行者」に関する調査が要請された。民主化により市民運動の突き上げが激しくなったことが背景にあると見られている:114,115 。
韓国政府から調査の要請を受けた日本政府は、強制連行に軍人・軍属は含まれないものと理解していたが、韓国側はこれらを含むものと考えており、両政府の間で「強制連行」という言葉の解釈が食い違う場面もあった:118,119。
日本政府は調査の結果、約8万人分の名簿の存在を確認し、その目録を韓国政府に提供した。
これに関連して、日本政府は朝鮮人慰安婦についても調査を行ったが、慰安婦と強制連行を結びつける資料を見つけることは出来なかった（後述）。

### 韓国における議論
強制連行の語は、韓国政府が10万人と推定している北朝鮮による韓国人拉致、「拉北者」にこそ相応しい言葉であり、韓国ではそちらは忘却していることへの批判もある。

## 中国人強制連行
1942年、産業界の要請を入れ、日本政府は戦時下の労働力不足を補う為に「華人労務者内地移入ニ関スル件」
を閣議決定し、中国人の労働力を国内の国民動員計画産業に導入する方針を決定した。開始は、1944年の次官会議決定（華人労務者内地移入ノ促進ニ関スル件）:62から。
多くの中国人労働者は、当時日本の影響下にあり、満州国を支える労働力の供給地でもあった華北の出身だった:38。この日本政府による第二次大戦中の中国人労働力の国内産業への導入を、俗に中国人強制連行と呼ぶ。ただし、日本政府が、本人の意思に反して強制的に連れて来ることを意図したわけではなかった。
一般的には「朝鮮人強制連行」の語の方が知られているが、中国人強制連行問題は、それよりも早く1950年代に登場した。
閣議決定には、契約期間を二年に区切り雇用継続の際は一時帰国させることや、中国人労働者の食習慣への配慮、家族への送金を考慮することなどが決められていたが、国内の食料事情の悪化と物資不足から企業での待遇も悪化し、これを不満とした中国人労働者による暴動も発生した（花岡事件）。死亡率が17.5%という高率に終わった事について、送り出した中国側機関と日本企業の双方に原因があった事が指摘されている。
中国人労務者の総数は、約4万人:228。「中国人強制連行」の語は、現在でも新聞紙上で見られる。

### 中国人労務者内地移入の制度
「華人労務者の内地移入」の仕組みは、日本企業が厚生省に希望する人数を申請し、許可を受けた上で中華民国国民政府の施政下にある中国側機関と契約を結び、労働者を日本に招くというものだった:31。労働者集めは中国側が行ったが、華北労工協会のように企業への労働者の割当などを担当する実務に日本人職員が当たっていたケースもある:144,145。
供出方法には四つの形式があったが、このうち中国の行政機関が郷村に人数を割り当てた「行政供出」は、結果的に労務者として相応しくない人間を半強制的に供出させることになったと、終戦直後の外務省の調査で指摘されている:72,73。
中国人労務者は、興亜建設隊として戦争に協力する身分であった為、日本への航海中に死亡した場合、水兵が敬礼し海軍式の水葬を行ったという証言がある一方で:203、「捕虜」たちは隙さえあれば逃げようとしたという証言もある:200。

### 戦争犯罪説
また軽犯罪者や捕虜が釈放され、契約の下渡日した「訓練生供出」の例も少なくない事から、「中国人強制連行」とは、日本軍が「兎狩り」と称して現地住民を狩り集めたもの（中国人殉難者名簿共同作成実行委員会）:639、あるいは日本軍による三光作戦（殺しつくし焼きつくし奪いつくす）だと考える者もいるが:12、こうした主張には異論もある。

### 中国人俘虜受難者遺骨問題
1953年に自民党の大谷瑩潤議員が「中国人俘虜殉難者慰霊実行委員会」を設立し、中国人労務者の遺骨返還運動を始めた。国会でも「中国人強制連行」という言葉と共に「中国人俘虜（問題）」という言葉が使われた。

## 慰安婦の強制連行
1992年、戦時中に朝鮮半島で行われた労務動員（朝鮮人強制連行）の対象者に慰安婦が含まれていたのではないかという疑惑が国会で提起されたのを皮切りに、慰安婦の強制連行の真偽を巡り議論になっている:3。
日本政府は、慰安婦は国家総動員法業務の対象外だったとして、この噂を否定しているが、「慰安婦の強制連行」を事実と考える研究者もいる 。

### 吉田清治
戦時中、労務報国会の職員として朝鮮に派遣され、慰安婦の徴用業務の陣頭指揮をとったと証言した。吉田の証言は「吉田証言」として知られ、 国連人権委員会の調査官のレポートにも取り上げられるなど、日本の内外で注目されたが、現在では、史実を解明する資料としての価値はないとされている。

### 吉見義明
慰安婦の強制連行説を支持する研究者。「広義の強制連行」という概念を提唱した:34。

### 広義の強制連行
本人が望んで慰安婦になったように見える場合でも、貧困などの背景がある場合、「（広義の）強制連行」と見なしうるという吉見義明の主張:103。

## 関連する事件・出来事

### 櫻井よしこ講演会中止問題
1997年、過去に「取材した範囲では、『従軍慰安婦』が政府や日本軍の方針による『強制連行』だったと示す資料はなかったと思われる」と発言したことを理由に、神奈川人権センター（日高六郎理事長）から抗議を受け、ジャーナリストの櫻井よしこの講演会が、中止に追い込まれた。これに対し、日本文芸家協会（江藤淳理事長）が、言論の自由への侵害を憂慮する声明を出したが、人権センター側は、櫻井の発言は歴史の歪曲であり「差別言論」だと反論した。

### センター試験出題問題
2004年の大学入試センター試験において、日本統治下の朝鮮で強制連行が行われたとする文章を選ばせる出題がなされ、物議を醸した:113。最終的に出題自体は有効とされたが、文部科学省と大学入試センターは、従来の方針を転換し、2007年度から問題作成者を公表することを発表した。

### 「群馬の森」朝鮮人労働者追悼碑問題
群馬県は、2004年、政治的な行事を行わない事を条件に県立公園（群馬の森）に戦時中の朝鮮人労働者の追悼碑の設置を許可したが、その後、碑を設置した市民団体が約束を守らなかったとして、設置許可の更新を認めなかった。これを不服として、市民団体側は県を相手に訴訟を起した。
一審判決では県の決定は違法とされたが、この判決は高裁で取り消され、2022年に最高裁が上告を棄却し、市民団体側の敗訴が確定した。
当初市民団体側は、県との協議の結果、碑文に「強制連行」の語を用いることを見送ったが、その後、式典の中で関係者が「強制連行の事実を全国に訴える」、碑文に謝罪の言葉を加えようなどと発言したことから、県側がこれを問題視した。これについて高裁は、「歴史的認識に関する主義主張を訴えるための政治的行事」であり「追悼碑は中立的な性格を失った」として、県の判断を支持した。
市民団体側の弁護士は、「強制連行」の語について「歴史学的に確立した用語」だと主張している。

### その他
日本共産党の小池晃書記局長は、2024年12月4日の参院本会議で、戦時中の長生炭鉱（宇部市）で起きた事故の犠牲者に朝鮮半島から強制動員された人々（民間徴用者）が含まれているとし、遺骨の発掘調査を政府に要請した。

## 脚註